# Calocalanus elongatus
Calocalanus elongatus is een eenoogkreeftjessoort uit de familie van de Paracalanidae. De wetenschappelijke naam van de soort is voor het eerst geldig gepubliceerd in 1968 door Shmeleva.